# Армянский национальный конгресс
Армянский национальный конгресс  (арм. Հայ ազգային կոնգրես) — политическая партия в Армении, основана в 2008 году сначала как блок  представляющих собой коалицию из 13 оппозиционных партий, а в 2013 году преобразованную в одноимённую партию. Ее прямым предшественником было Армянское общенациональное движение.
Основатель и лидер — бывший президент Армении Левон Тер-Петросян.

## Участие в выборах

### Участие в выборах в Национальное собрание Армении
| Год  | Голоса  | %      | Количество мест | +/- | Место |
| ---- | ------- | ------ | --------------- | --- | ----- |
| 2012 | 106 912 | 7,22 % | 7 из 131        | 7 ▬ | 3     |